# Atletica leggera ai Giochi della XXX Olimpiade - Getto del peso maschile

Video ufficiale della Finale

Ai Giochi della XXX Olimpiade, la competizione del getto del peso maschile si è svolta il 3 agosto presso lo Stadio Olimpico di Londra.

## Presenze ed assenze dei campioni in carica
Per i campionati europei si considera l'edizione del 2010.
| Competizione         | Atleta          | Prestazione | Londra 2012 |
| -------------------- | --------------- | ----------- | ----------- |
| Olimpiadi 2012       | Tomasz Majewski | 21,51 m     | Presente    |
| Commonwealth 2010    | Dylan Armstrong | 21,02 m     | Presente    |
| Europei 2010         | Tomasz Majewski | 21,00 m     | Presente    |
| Panamericani 2011    | Dylan Armstrong | 21,32 m     | Presente    |
| Mondiali 2011        | David Storl     | 21,78 m     | Presente    |
|                      |                 |             |             |
| Mondiali junior 2008 | David Storl     | 21,08 m     | Presente    |

## Iscritti e misure accreditate

### Gruppo A
| Ordine di lancio | Atleta                   | Accrediti | Accrediti |
| Ordine di lancio | Atleta                   | RP        | PS        |
| ---------------- | ------------------------ | --------- | --------- |
| 1                | Christian Cantwell       | 22,54 m   | 22,31 m   |
| 2                | Soslan Cirichov          | 20,76 m   | 20,41 m   |
| 3                | Stephen Saenz            | 20,08 m   | 20,08 m   |
| 4                | Marco Fortes             | 21,02 m   | 21,02 m   |
| 5                | Adriatik Hoxha           | 18,18 m   | 18,18 m   |
| 6                | Germán Lauro             | 20,43 m   | 20,43 m   |
| 7                | Óðinn Björn Þorsteinsson | 20,22 m   | 20,22 m   |
| 8                | Māris Urtāns             | 21,63 m   | 19,84 m   |
| 9                | Rutger Smith             | 21,62 m   | 20,56 m   |
| 10               | Lajos Kürthy             | 20,78 m   | 20,17 m   |
| 11               | Kemal Mešić              | 20,71 m   | 20,71 m   |
| 12               | Tomasz Majewski          | 21,95 m   | 21,72 m   |
| 13               | Justin Rodhe             | 21,11 m   | 21,11 m   |
| 14               | Mihaíl Stamatóyiannis    | 20,36 m   | 19,70 m   |
| 15               | David Storl              | 21,88 m   | 21,88 m   |
| 16               | Pavel Lyžyn              | 21,21 m   | 20,48 m   |
| 17               | Borja Vivas              | 20,18 m   | 20,06 m   |
| 18               | Georgi Ivanov            | 20,33 m   | 20,33 m   |
| 19               | Dorian Scott             | 21,45 m   | 20,72 m   |
| 20               | Dale Stevenson           | 20,63 m   | 20,63 m   |

### Gruppo B
| Ordine di lancio | Atleta             | Accrediti | Accrediti |
| Ordine di lancio | Atleta             | RP        | PS        |
| ---------------- | ------------------ | --------- | --------- |
| 1                | Asmir Kolašinac    | 20,85 m   | 20,85 m   |
| 2                | Carlos Véliz       | 20,76 m   | 20,50 m   |
| 3                | Reese Hoffa        | 22,43 m   | 22,00 m   |
| 4                | Emanuele Fuamatu   | 19,46 m   | 19,46 m   |
| 5                | Kim Christensen    | 20,39 m   | 20,02 m   |
| 6                | Raigo Toompuu      | 20,20 m   | 20,04 m   |
| 7                | Nedžad Mulabegović | 20,66 m   | 20,66 m   |
| 8                | Chang Ming-Huang   | 20,58 m   | 20,25 m   |
| 9                | Hüseyin Atici      | 20,42 m   | 20,42 m   |
| 10               | Amin Nikfar        | 20,05 m   | 19,51 m   |
| 11               | Andrėj Michnevič   | 22,10 m   | 20,90 m   |
| 12               | Ryan Whiting       | 22,00 m   | 22,00 m   |
| 13               | Dylan Armstrong    | 22,21 m   | 21,50 m   |
| 14               | Carl Myerscough    | 21,92 m   | 20,13 m   |
| 15               | Maksim Sidorov     | 21,51 m   | 21,51 m   |
| 16               | Ralf Bartels       | 21,44 m   | 20,30 m   |
| 17               | Antonín Žalský     | 20,71 m   | 20,38 m   |
| 18               | Om Prakash Singh   | 20,69 m   | 20,69 m   |
| 19               | Andrij Semenov     | 20,63 m   | 20,55 m   |
| 20               | Jun Zhang          | 20,41 m   | 20,16 m   |

Legenda

| Campione olimpico 2008         |
| Campione mondiale 2011         |
| Primatista mondiale stagionale |

## Gara
| Record mondiale      | Randy Barnes       | 23,12 m | Westwood  | 20 maggio 1990    |
| Record olimpico      | Ulf Timmermann     | 22,47 m | Seul      | 23 settembre 1988 |
| Capolista stagionale | Christian Cantwell | 22,32 m | Champaign | 7 luglio 2012     |

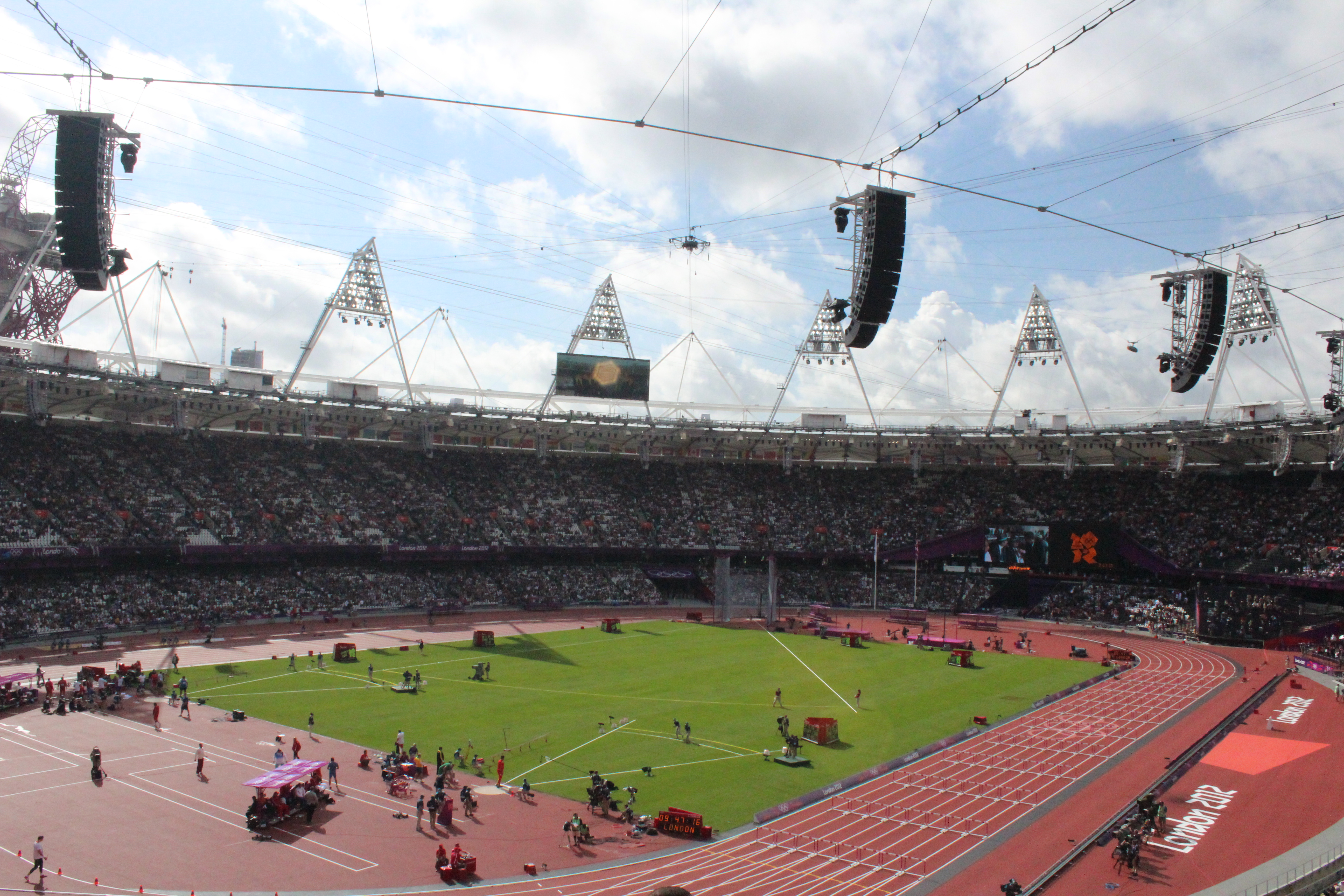
Stadio olimpico di Londra: qualificazioni del getto del peso in corso.

Qualificazioni - Cinque atleti riescono a superare la misura di qualificazione immediata a 20,65 metri. Il miglior risultato del turno è dello statunitense Reese Hoffa con 21,36 m. Lanciano oltre la fettucca dei 21 metri anche il campione olimpico Tomasz Majewski (21,03 m) e il campione del mondo David Storl (21,13 m). Tra i risultati rilevanti c'è anche il 20,75 di Germán Lauro che sigla il nuovo record nazionale argentino.
Tra gli eliminati di rilievo sono da segnalare l'argento degli europei di Helsinki 2012 Rutger Smith che non va oltre alla quattordicesima posizione con un lancio a 20,08 m, il bielorusso ed ex campione del mondo Andrėj Michnevič ed il tedesco Ralf Bartels.
Finale - Al primo turno di lanci il tedesco Storl lancia subito alla misura di 21,84 m il suo primato stagionale all'aperto ipotecando subito una medaglia. Al secondo turno incrementa la sua misura di 2 cm fino a 21,86 m ma viene avvicinato dal polacco Tomasz Majewski con 21,72 m.
Ma è al terzo turno di lanci avviene il sorpasso: Majewski scaglia il suo peso fino a 21,87 m scavalcanto Storl di un solo centimetro che a sua volta prova a rispondere con un 21,46 m.
Alle loro spalle seguono a distanza Reese Hoffa (21,23 m), Christian Cantwell (20,95 m), Dylan Armstrong (20,93 m) e l'argentino Germàn Lauro che si migliora fino a 20,84 m, nuovo record nazionale.
Al termine dei tre turni viene escluso dagli ulteriori tre lanci di finale il campione del mondo al coperto Ryan Whiting che con 20,64 m conclude nono a soli 5 cm dall'ottava posizione occupata dal bielorusso Pavel Lyžyn, al suo primato stagionale.
Nella battaglia per il bronzo all'ultimo turno Cantwell si migliora fino a 21,19 m ma per soli 4 centimetri sarà il connazionale Hoffa a salire sul podio.
Storl, continua a lanciare oltre la fettuccia dei 21 metri senza però riuscire a restare in pedana: la vittoria è di Majewski che proprio all'ultimo turno si migliora ulteriormente a 21,89 m.
Per il polacco è il secondo titolo olimpico consecutivo nel getto del peso, impresa riuscita fino a quel momento ai soli Ralph Rose (1904-1908) e Parry O'Brien (1952-56).

## Risultati

### Qualificazioni
Venerdì 3 agosto, ore 10:00.
Si qualificano per la finale i concorrenti che ottengono una misura di almeno 20,65 m; in mancanza di 12 qualificati, accedono alla finale i concorrenti con le 12 migliori misure.
| Pos | Gruppo | Atleta                   | Paese                | 1ª prova | 2ª prova | 3ª prova | Misura  | Note                                     |
| --- | ------ | ------------------------ | -------------------- | -------- | -------- | -------- | ------- | ---------------------------------------- |
| 1   | B      | Reese Hoffa              | Stati Uniti          | 21,36 m  | --       | --       | 21,36 m | Q                                        |
| 2   | A      | David Storl              | Germania             | 21,13 m  | --       | --       | 21,13 m | Q                                        |
| 3   | A      | Tomasz Majewski          | Polonia              | 21,03 m  | --       | --       | 21,03 m | Q                                        |
| 4   | B      | Ryan Whiting             | Stati Uniti          | 20,29 m  | 20,25 m  | 20,78 m  | 20,78 m | Q                                        |
| 5   | A      | Germán Lauro             | Argentina            | 20,10 m  | x        | 20,75 m  | 20,75 m | Q                                        |
| 6   | A      | Pavel Lyžyn              | Bielorussia          | 19,85 m  | 20,10 m  | 20,57 m  | 20,57 m | q                                        |
| 7   | B      | Dylan Armstrong          | Canada               | 19,99 m  | x        | 20,49 m  | 20,49 m | q                                        |
| 8   | B      | Asmir Kolašinac          | Serbia               | 20,44 m  | -        | -        | 20,44 m | q                                        |
| 9   | A      | Christian Cantwell       | Stati Uniti          | 20,41 m  | 20,30 m  | 19,88 m  | 20,41 m | q                                        |
| 10  | B      | Maksim Sidorov           | Russia               | x        | 19,59 m  | 20,40 m  | 20,40 m | q                                        |
| 11  | A      | Dorian Scott             | Giamaica             | 20,18 m  | 20,30 m  | 20,31 m  | 20,31 m | q                                        |
| 12  | B      | Chang Ming-Huang         | Taipei cinese        | 19,14 m  | x        | 20,25 m  | 20,25 m | q =                                      |
| 13  | A      | Soslan Cirichov          | Russia               | 19,25 m  | 19,78 m  | 20,17 m  | 20,17 m | Miglior prestazione personale stagionale |
| 14  | A      | Rutger Smith             | Paesi Bassi          | 20,08 m  | x        | 19,55 m  | 20,08 m |                                          |
| 15  | A      | Marco Fortes             | Portogallo           | 19,59 m  | 20,06 m  | 19,50 m  | 20,06 m |                                          |
| 16  | B      | Ralf Bartels             | Germania             | x        | 20,00 m  | 19,89 m  | 20,00 m |                                          |
| 17  | B      | Nedžad Mulabegović       | Croazia              | 19,18 m  | 19,86 m  | 19,72 m  | 19,86 m |                                          |
| 18  | B      | Om Prakash Singh         | India                | 19,40 m  | 19,86 m  | x        | 19,86 m |                                          |
| 19  | B      | Hüseyin Atici            | Turchia              | 19,47 m  | 19,49 m  | 19,74 m  | 19,74 m |                                          |
| 20  | A      | Lajos Kürthy             | Ungheria             | 19,65 m  | x        | x        | 19,65 m |                                          |
| 21  | A      | Georgi Ivanov            | Bulgaria             | 19,42 m  | 19,40 m  | 19,63 m  | 19,63 m |                                          |
| 22  | B      | Antonín Žalský           | Rep. Ceca            | x        | 19,62 m  | 19,49 m  | 19,62 m |                                          |
| 23  | A      | Kemal Mešić              | Bosnia ed Erzegovina | 19,49 m  | x        | 19,60 m  | 19,60 m |                                          |
| 24  | A      | Mihaíl Stamatóyiannis    | Grecia               | 18,67 m  | x        | 19,24 m  | 19,24 m |                                          |
| 25  | A      | Dale Stevenson           | Australia            | 18,38 m  | 19,17 m  | 19,01 m  | 19,17 m |                                          |
| 26  | A      | Māris Urtāns             | Lettonia             | 18,92 m  | 19,13 m  | x        | 19,13 m |                                          |
| 27  | B      | Kim Christensen          | Danimarca            | 18,40 m  | x        | 19,13 m  | 19,13 m |                                          |
| 28  | B      | Carl Myerscough          | Gran Bretagna        | 18,75 m  | 18,95 m  | x        | 18,95 m |                                          |
| 29  | B      | Raigo Toompuu            | Estonia              | 18,87 m  | 18,91 m  | x        | 18,91 m |                                          |
| 30  | A      | Borja Vivas              | Spagna               | 18,46 m  | x        | 18,88 m  | 18,88 m |                                          |
| 31  | A      | Stephen Saenz            | Messico              | x        | 18,65 m  | x        | 18,65 m |                                          |
| 32  | B      | Amin Nikfar              | Iran                 | 18,62 m  | x        | x        | 18,62 m |                                          |
| 33  | B      | Carlos Véliz             | Cuba                 | 18,26 m  | x        | 18,57 m  | 18,57 m |                                          |
| 34  | B      | Emanuele Fuamatu         | Samoa                | 17,78 m  | x        | x        | 17,78 m |                                          |
| 35  | A      | Óðinn Björn Þorsteinsson | Islanda              | x        | 17,04 m  | 17,62 m  | 17,62 m |                                          |
| 36  | A      | Adriatik Hoxha           | Albania              | 17,58 m  | x        | 17,13 m  | 17,58 m |                                          |
|     | A      | Justin Rodhe             | Canada               | x        | x        | x        | NM      |                                          |
|     | B      | Andrij Semenov           | Ucraina              | x        | x        | x        | NM      |                                          |
|     | B      | Jun Zhang                | Cina                 | x        | x        | x        | NM      |                                          |
| dq  | B      | Andrėj Michnevič         | Bielorussia          | 19,81 m  | 19,55 m  | 19,89 m  | 19,89 m |                                          |

- X = Lancio nullo;
- Q = Qualificato direttamente;
- q = Ripescato;
- RN = Record nazionale;
- RP = Record personale;
- PS = Personale stagionale;
- NM = Nessun lancio valido;
- NE = Non è sceso in pedana.

### Finale
Venerdì 3 agosto, ore 20:30.

I migliori 8 classificati dopo i primi tre lanci accedono ai tre lanci di finale.
| Pos     | Atleta             | Età | Paese         | 1ª prova | 2ª prova | 3ª prova | 4ª prova | 5ª prova | 6ª prova | Misura  | Note                                     |
| ------- | ------------------ | --- | ------------- | -------- | -------- | -------- | -------- | -------- | -------- | ------- | ---------------------------------------- |
| Oro     | Tomasz Majewski    | 31  | Polonia       | 21,19 m  | 21,72 m  | 21,87 m  | x        | 21,72 m  | 21,89 m  | 21,89 m | Miglior prestazione personale stagionale |
| Argento | David Storl        | 22  | Germania      | 21,84 m  | 21,86 m  | 21,46 m  | x        | x        | x        | 21,86 m | Miglior prestazione personale stagionale |
| Bronzo  | Reese Hoffa        | 35  | Stati Uniti   | 20,98 m  | 20,95 m  | 21,23 m  | 21,11 m  | 19,53 m  | x        | 21,23 m |                                          |
| 4       | Christian Cantwell | 32  | Stati Uniti   | 20,21 m  | 20,95 m  | x        | x        | 20,65 m  | 21,19 m  | 21,19 m |                                          |
| 5       | Dylan Armstrong    | 31  | Canada        | 20,16 m  | 20,93 m  | 20,74 m  | x        | x        | 20,34 m  | 20,93 m |                                          |
| 6       | Germán Lauro       | 28  | Argentina     | 19,40 m  | 20,82 m  | 20,84 m  | 20,34 m  | 20,65 m  | x        | 20,84 m | Record nazionale                         |
| 7       | Asmir Kolašinac    | 28  | Serbia        | 20,18 m  | 20,71 m  | x        | 20,54 m  | 20,46 m  | x        | 20,71 m |                                          |
| 8       | Pavel Lyžyn        | 31  | Bielorussia   | 20,69 m  | x        | x        | 19,93 m  | 20,04 m  | x        | 20,69 m | Miglior prestazione personale stagionale |
| 9       | Ryan Whiting       | 26  | Stati Uniti   | 20,21 m  | 20,21 m  | 20,64 m  |          |          |          | 20,64 m |                                          |
| 10      | Dorian Scott       | 30  | Giamaica      | 19,51 m  | 20,61 m  | x        |          |          |          | 20,61 m |                                          |
| 11      | Maksim Sidorov     | 26  | Russia        | x        | 20,41 m  | x        |          |          |          | 20,41 m |                                          |
| 12      | Chang Ming-Huang   | 30  | Taipei cinese | 19,99 m  | x        | 19,64 m  |          |          |          | 19,99 m |                                          |

- X = Lancio nullo;
- RO = Record olimpico;
- RN = Record nazionale;
- RP = Record personale;
- PS = Personale stagionale;
- NM = Nessun lancio valido;
- NE = Non è sceso in pedana.